# 성조

베트남의 6성조

성조(聲調, 영어: tone)는 말소리의 높이가 어휘 의미의 변별 기능을 수행하며, 음운론의 층위에서 낱말의 각 음절에 자질로서 부과되는 것을 말한다. 운율을 이루는 하나의 개념으로 보이기도 한다.
- 굴곡조 성조(contour tone) - 중국어
- 수평조 성조(register tone) - 이그보어(Igbo)

어휘 의미의 변별 기능을 갖는 성조를 어휘적 성조(lexical tone)라 하고, 문법 기능을 갖는 성조를 특징적 성조(characteristic tone)라고 한다. 중국어는 어휘적 성조를 가지고 있으며 우간다에서 사용되는 간다어(Ganda)와 같은 많은 아프리카 성조 언어들은 특징적 성조를 가지고 있다.

## 성조의 용도
동아시아에서는 성조가 일반적으로 어휘적이다. 즉, 성조는 동음이의어가 될 단어를 구별하는 데 사용된다. 이는 중국어, 베트남어, 태국어, 몽어와 같이 성조가 심한 언어의 특징이다.
그러나 많은 아프리카 언어, 특히 니제르콩고어족에서는 성조가 어휘적일 수도 있고 문법적일 수도 있다. 크루어군에서는 이러한 패턴의 조합이 발견된다. 명사는 복잡한 성조 체계를 갖는 경향이 있지만 문법 변화에 크게 영향을 받지 않는 반면, 동사는 시제와 기분, 인칭 및 성격을 나타내기 위해 변화되는 단순한 성조 체계를 갖는 경향이 있다. 극성이 있기 때문에 그 어조가 "당신이 갔다"와 "나는 가지 않을 것입니다"를 구별하는 유일한 특징일 수 있다.
요루바어에서는 어휘 및 문법 정보의 대부분이 성조로 전달된다. 요루바어와 같은 서아프리카 언어에서 사람들은 언어의 음색을 모방하거나 말의 음색을 휘파람으로 변조하는 소위 "말하는 북"으로 의사소통할 수도 있다.

## 같이 보기
- 성조 기호
- 시씨식사사

## 참고 문헌
- 이호영, 1997, 국어 운율론, 한국연구원, 25-27쪽